# Jakob Philipp Fallmerayer
Jakob Philipp Fallmerayer (Bressanone, 10 dicembre 1790 – Monaco di Baviera, 26 aprile 1861) è stato un viaggiatore, giornalista, politico e storico austro-ungarico.
Era meglio conosciuto per le sue controverse (secondo alcuni addirittura razziste) teorie riguardanti l'origine razziale e linguistica dei greci moderni che derivano da un miscuglio di slavi e altri popoli, e per i suoi scritti di viaggio.

## Biografia

### Educazione
Fallmerayer nacque, come settimo di dieci figli, nel maso Baumgartner di Perara, un villaggio presso Teccelinga di Bressanone, nell'allora Tirolo. La regione era al momento della nascita di Fallmerayer soggetta alla monarchia asburgica, nel 1805 diventò una parte della Baviera, mentre oggi appartiene all'Italia. I suoi genitori erano piccoli agricoltori e dall'età di 7 anni frequentò la scuola locale a Teccelinga e lavorò come pastore.
Nel 1801 la famiglia si trasferì a Bressanone, dove suo padre trovò un impiego come lavoratore a giornata. Fallmerayer venne iscritto alla scuola elementare, impressionando i sacerdoti con il suo talento. Nel 1803 entrò in una scuola religiosa, il Ginnasio, dove nel 1809 si laureò in metafisica, matematica e filosofia della religione. Tale scuola di Bressanone oggi porta il nome di Fallmerayer. Lasciò in seguito il Tirolo, quando vi furono le lotte per l'indipendenza contro la Baviera, per andare a Salisburgo.
A Salisburgo Fallmerayer trovò lavoro come insegnante privato, e si iscrisse in un seminario benedettino, dove studiò filologia classica, moderna e orientale, letteratura, storia e filosofia. Dopo un anno di studio cercò di assicurare a se stesso la pace e la tranquillità necessarie per la vita di uno studente che voleva inserirsi nell'abbazia di Kremsmünster, ma alcune difficoltà provenienti da funzionari bavaresi impedirono la realizzazione di questa intenzione.
Presso l'università di Landshut (oggi Università Ludwig Maximilian di Monaco), da cui se ne andò nel 1812, studiò inizialmente giurisprudenza, ma ben presto dedicò la sua attenzione esclusivamente alla storia e filologia classica e orientale. Le sue necessità immediate vennero finanziate dalla corona bavarese.

### Inizio carriera

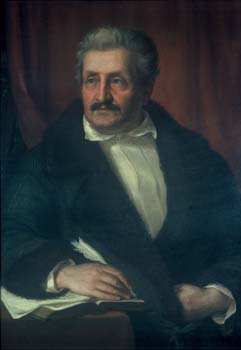
Fallmerayer presso la Bayerische Akademie der Wissenschaften

Nell'autunno del 1813, nel bel mezzo delle guerre napoleoniche, Fallmerayer decise di sottoporsi al servizio militare e si unì alla fanteria bavarese come un subalterno. Combatté con distinzione a Hanau il 30 ottobre 1813, e rimase in Francia per tutta la campagna. Rimase nell'esercito di occupazione, sulle rive del Reno, fino alla battaglia di Waterloo, dopo aver trascorso sei mesi a Orléans come aiutante al generale von Spreti. Due anni di vita di guarnigione a Lindau sul lago di Costanza lo convinsero che il suo desiderio di gloria militare non poteva essere soddisfatto, e si dedicò invece allo studio del greco moderno, del persiano e del turco.
Diede le dimissioni nel 1818, e divenne insegnante di latino e greco in un ginnasio ad Augusta, dove tra i suoi studenti vi era il giovane Napoleone III. Ad Augusta il suo spirito liberale ed anticlericale, che aveva già cominciato a svilupparsi durante gli anni di studio, si espresse in opposizione al crescente ultramontanismo dello stato bavarese.
Nel 1821 Fallmerayer accettò un'altra posizione al ginnasio di Landshut, dove continuò ad insegnare le lingue classiche, oltre alla religione, al tedesco, alla storia ed alla geografia. Landshut era in quegli anni ancora una grande città universitaria, e Fallmerayer approfittò delle sue risorse per continuare i suoi studi di storia e di lingue.
Nel febbraio 1823 Fallmerayer venne a conoscenza di un premio offerto dall'Accademia Reale Danese di Scienze e Lettere, per incoraggiare le ricerche sulla storia dell'impero di Trebisonda. Questo regno medievale, situato sulla costa meridionale del mar Nero, fu conosciuto solamente attraverso i riferimenti sparsi nelle cronache bizantine e turche. Fallmerayer cominciò a raccogliere ulteriori fonti in diverse lingue, compreso l'arabo e persiano, dalle biblioteche di tutta Europa, e la corrispondenza con diversi studiosi, tra cui Antoine-Isaac Silvestre de Sacy e Carl Benedetto Hase. Nel dicembre dello stesso anno Fallmerayer presentò il manoscritto risultante alla Accademia di Danimarca, e nel 1824 ricevette il premio. Lo studio di Fallmerayer sulla Geschichte des Kaisertums von Trapezunt, fu pubblicato solamente nel 1827.
Fallmerayer tentò di convertire il suo successo in un avanzamento professionale nel sistema educativo bavarese. Nell'autunno del 1824 fu nominato professore al ginnasio di Landshut, ma in una serie di lettere al re di Baviera, prima a Massimiliano I e poi, dopo la sua morte, a Ludovico I, Fallmerayer richiese un ulteriore finanziamento per la sua ricerca e una posizione di professore presso l'Università di Landshut. Queste richieste furono però negate, forse a causa delle opinioni liberali di Fallmerayer sulla politica.
Nel 1826 l'Università di Landshut venne trasferita a Monaco di Baviera, la capitale dello stato bavarese, mentre il Liceo di Monaco fu spostato a Landshut. Fallmerayer venne nominato professore di storia presso quest'ultima istituzione. Nell'anno accademico 1826-27 presentò un corso di lezioni sulla storia universale. La sua lezione inaugurale è stata caratterizzata, ancora una volta, dal suo anticlericalismo e dal suo riformismo-liberale. Tornò a questi temi nella sua lezione finale, in cui presentò una visione di un'Europa unita sotto "la regola delle virtù pubbliche e delle leggi". Queste conferenze, insieme alle sue decisamente "non patriottiche" lezioni di storia bavarese, iniziarono ad attirare critiche dagli elementi più conservatori dell'ambiente accademico.
Nel 1827 la Geschichte des Kaisertums von Trapezunt fu finalmente pubblicata, e incontrò gli elogi dai suoi critici, tra cui Barthold Georg Niebuhr e Hase Carl. La reazione dalla parte bavarese fu un po' più fredda, in parte a causa della prefazione del libro. Qui Fallmerayer aveva dichiarato come "legge di natura" che il raggiungimento del potere temporale da parte dei preti conduce al "profondo degrado della razza umana".

### Teoria greca
Dopo la pubblicazione del suo studio sull'impero di Trebisonda, Fallmerayer dedicò la sua attività scientifica ad un'altra regione del Medioevo di lingua greca, cioè la Morea. In particolare, sviluppò la sua teoria che gli antichi elleni dei Balcani meridionali fossero stati sostituiti durante il periodo delle migrazioni dal popolo albanese. Un'idea simile era già stata proposta dal viaggiatore inglese William Martin Leake, ma Fallmerayer la trasformò in una teoria, che sostenne con il suo caratteristico zelo.
Il primo volume di Fallmerayer sulla Geschichte der Halbinsel Morea während des Mittelalters apparve nel 1830. Questo fenomeno è stato ulteriormente interpretato da Fallmerayer come un'indicazione del potenziale della nazione albanese per sopraffare quelle "latine" e "tedesche", una linea di pensiero che avrebbe mantenuto nei suoi scritti politici. Egli inoltre sostenne come le grandi potenze che avevano appoggiato la guerra d'indipendenza greca fossero state guidate da una "intossicazione classica", fraintendendo il carattere del nuovo stato greco. Il lavoro di Fallmerayer era profondamente ideologico, spinto da motivi politici e da aspirazioni. Con la paura di una espansione russa verso il Mediterraneo, voleva un forte Impero ottomano, e lanciò un appello alle potenze europee ad abbandonare il loro filoellenismo e a sopprimere la Guerra d'indipendenza greca contro i turchi.
La Geschichte der Halbinsel Morea di Fallmerayer insieme con il filoellenismo europeo in generale, spinsero il re bavarese Ludovico I, un filelleno convinto, ad avanzare la candidatura di suo figlio, Ottone, per il trono greco (Ottone divenne re di Grecia nel 1832). In Ludovico era in realtà ben radicata la convinzione che la rivolta greca contro il dominio ottomano rappresentasse il ritorno delle antiche virtù elleniche. Ludovico si scusò con Fallmerayer, avendogli procurato un ritardo nella conferma della sua elezione all'Accademia Bavarese delle Scienze e delle Lettere.
Le prime recensioni scientifiche sul lavoro di Fallmerayer furono altrettanto negative. Fu accusato di errori filologici dal linguista sloveno Jernej Kopitar, e di fraintendimento delle fonti storiche dagli storici Johann Zinkeisen e Carl Hopf. Le idee di Fallmerayer causarono la feroce reazione da parte di vari studiosi del nuovo stato greco e innescarono una ricerca di continuità all'interno della storiografia greca, nel tentativo di dimostrare l'esistenza di legami tra i greci moderni e la civiltà greca, in modo inutile.
Berthold Seewald, direttore di storia culturale del quotidiano Die Welt, in un articolo, analizza il libro di Fallmerayer in modo molto accurato e scientifico e lo sviluppa in modo da ribadire il concetto che i greci di oggi non discendano da Pericle o Socrate.